# Longileptoneta tianmenensis
Espèce
Longileptoneta tianmenensis est une espèce d'araignées aranéomorphes de la famille des Leptonetidae.

## Distribution
Cette espèce est endémique du Fujian en Chine,. Elle se rencontre dans le xian de Yongtai.

## Description
Le mâle holotype mesure mm et la femelle paratype mm.

## Systématique et taxinomie
Cette espèce a été décrite par Yao et Liu en 2024.

## Étymologie
Son nom d'espèce, composé de tianmen et du suffixe latin -ensis, « qui vit dans, qui habite », lui a été donné en référence au lieu de sa découverte, le mont Tianmen.

## Publication originale
- Liu, Yao, Jiang, Xiao & Liu, 2024 : « Midget cave spiders (Araneae, Leptonetidae) from Jiangxi and Fujian Province, China. » ZooKeys, vol. 1189, p. 287-325 (texte intégral).